# 马克西姆·卡洛特·科尔曼
马克西姆·卡洛特·科尔曼（英語：Maxime Carlot Korman，1941年4月26日—），男，瓦努阿图政治人物，曾任瓦努阿图总理。